# 石田可奈
石田 可奈（いしだ かな）は、日本の女性アニメーター、イラストレーター、キャラクターデザイナー。中村プロダクション出身。ストレートエッジ所属。

## 参加作品

### テレビアニメ
1998年
- カウボーイビバップ（1998年 - 1999年、動画）

1999年
- 星方天使エンジェルリンクス （動画）
- With You 〜みつめていたい〜 （SS、動画／OP）
- サクラ大戦 轟華絢爛（1999年 - 2000年、動画）

2000年
- 機巧奇傳ヒヲウ戦記（2000年 - 2001年、原画）

2001年
- 魔法戦士リウイ（原画）
- 鋼鉄天使くるみ2式（原画）
- 機動天使エンジェリックレイヤー（原画）
- 超GALS!寿蘭（2001年 - 2002年、原画）
- フィギュア17 つばさ&ヒカル（2001年 - 2002年、原画）
- 学園戦記ムリョウ（原画）
- ヒカルの碁（2001年 - 2003年、原画）

2002年
- ラーゼフォン（第二原画）
- 藍より青し（原画）
- アクエリアンエイジ Sign for Evolution（原画）
- アベノ橋魔法☆商店街（原画）
- ぴたテン（原画）
- ギャラクシーエンジェル第3期（2002年 - 2003年、原画）
- 十二国記（2002年 - 2003年、原画）

2003年
- 魔法遣いに大切なこと（原画）
- WOLF'S RAIN（原画・第二原画）
- 獣兵衛忍風帖 龍宝玉篇（第2期、原画）
- スクラップド・プリンセス（原画 ）
- デ・ジ・キャラットにょ（原画）
- プラネテス（2003年 - 2004年、原画）
- 鋼の錬金術師（2003年 - 2004年、原画）

2004年
- KURAU Phantom Memory（作画監督・作画監協力・原画・第二原画）
- 炎の蜃気楼〜みなぎわの反逆者〜（原画）
- ローゼンメイデン（作画監督補佐・原画）

2005年
- 交響詩篇エウレカセブン（2005年 - 2006年、作画監督・原画・第二原画）

2006年
- 獣王星（作画監督・原画・OP）
- 桜蘭高校ホスト部（作画監督補佐・第二原画）
- 天保異聞 妖奇士（原画）
- コードギアス 反逆のルルーシュ （2006年 - 2007年、作画監督・作画監修協力・原画）

2007年
- DARKER THAN BLACK -黒の契約者-（原画）
- シグルイ（原画）
- NARUTO -ナルト- 疾風伝（原画）

2008年
- コードギアス 反逆のルルーシュR2 （作画監督・作画監督補佐・作画監督協力（共同）・原画/OP1・作画協力・第二原画）
- テイルズ オブ ジ アビス（作画監督・原画・OP／ED）
- 機動戦士ガンダム00 セカンドシーズン（2008年 - 2009年、原画/OP2）

2009年
- ファイト一発! 充電ちゃん!!（原画）

2010年
- 俺の妹がこんなに可愛いわけがない（デザインワークス・総作画監督・総作画監督補佐・作画監督、OP、原画・劇中イラスト協力・同人誌イラスト協力）

2011年
- Dororonえん魔くん メ〜ラめら（原画/OP）
- セイクリッドセブン（第二原画）

2012年
- アクエリオンEVOL（キャラクター原案・キャラクターデザイン・総作画監督・OP1）
- もやしもん リターンズ （原画/OP）
- 武装神姫（原画/OP・第二原画）

2013年
- 俺の妹がこんなに可愛いわけがない。（総作画監督・提供バックイラスト）
- AMNESIA（作画監督協力・原画/OP）
- 東京レイヴンズ（原画 - 1話）
- ワルキューレ ロマンツェ（基礎講座のキャラクターデザイン）

2014年
- 魔法科高校の劣等生（原作イラスト・キャラクターデザイン・総作画監督）
- グリザイアの果実（作画監督・作画監督補佐・作画協力・原画）

2015年
- グリザイアの迷宮（作画監督）
- 血界戦線（原画）
- わかば*ガール（キャラクターデザイン・総作画監督）

2016年
- 少年メイド（キャラクターデザイン・総作画監督、ED絵コンテ・演出・原画）

2017年
- Just Because!（画監督）
- アイドルマスター SideM（作画監督）

2019年
- グランベルム（絵コンテ・演出・作画監督）
- 星合の空（作画監督）

2020年
- 魔法科高校の劣等生 来訪者編（原作イラスト・キャラクターデザイン・総作画監督）

2021年
- 魔法科高校の劣等生 追憶編（キャラクターデザイン・総作画監督）

2023年
- お兄ちゃんはおしまい!（第5話エンドカードイラスト）

2024年
- 魔法科高校の劣等生 第3シーズン（原作イラスト・キャラクターデザイン・総作画監督）
- ブルーロック VS. U-20 JAPAN（総作画監督）

### 劇場アニメ
2000年
- 劇場版天空のエスカフローネ（動画）

2001年
- 劇場版Di Gi Charat 星の旅（原画）

2002年
- あずまんが大王 THE ANIMATION（原画）

2005年
- 劇場版 鋼の錬金術師 シャンバラを征く者（原画）

2007年
- ハイランダー Highlander: Vengeance（原画）
- ストレンヂア 無皇刃譚（原画）

2009年
- テイルズ オブ ヴェスペリア 〜The First Strike〜（原画）
- 劇場版 マクロスF 虚空歌姫 〜イツワリノウタヒメ〜（原画）
- 劇場版 NARUTO -ナルト- 疾風伝 火の意志を継ぐ者（作画監督（共同）・原画）

2010年
- 東のエデン 劇場版II Paradise Lost（作画監督（共同）・原画）
- 劇場版“文学少女”（原画）

2017年
- 劇場版 魔法科高校の劣等生 星を呼ぶ少女（キャラクターデザイン・総作画監督）

2022年
- 劇場版 転生したらスライムだった件 紅蓮の絆編（作画監督・原画）

2023年
- 劇場版 SPY×FAMILY CODE: White（サブキャラクターデザイン）

### OVA
- 鋼鉄天使くるみ零（2001年、原画 - 2話のみ）
- 勇者王ガオガイガーFINAL（2000-2003年、原画 - 5、6話のみ）
- おとぎ銃士 赤ずきん（2005年、原画/OP）
- 鋼の錬金術師 (アニメ)七大ホムンクルスVS国家錬金術師軍団（2005年、原画）
- 機動戦士ガンダムUC（2010年、作画監督（共同）・原画）

### ゲーム
- Tales of Innocence（DS/2007年、原画/OP）
- スターオーシャン1 First Departure（PSP/2007年、原画/OP・本編）
- テイルズ オブ ヴェスペリア（Xbox 360/2008年、イベント原画）
- レイトン教授と魔神の笛（DS/2009年、原画）
- テイルズ オブ グレイセス（Wii/2009年、オープニング原画）

### PCゲーム
- ギャラクシーエンジェル（2002年、アニメーションパート原画）

### 小説
2011年
- 魔法科高校の劣等生（-2020年、ライトノベル（表紙・イラスト））

2018年-
- 魔法科高校の劣等生 司波達也暗殺計画（イラスト）

2020年-
- 続・魔法科高校の劣等生 メイジアン・カンパニー（イラスト）

2021年-
- 新・魔法科高校の劣等生 キグナスの乙女たち（イラスト）

### 漫画
2011年
- 魔法科高校の劣等生 入学編（-2013年、キャラクターデザイン）

2012年
- 魔法科高校の優等生（-2020年、キャラクターデザイン）

2013年
- 魔法科高校の劣等生 九校戦編（-2016年、キャラクターデザイン）
- 魔法科高校の劣等生 横浜騒乱編（-2015年、キャラクターデザイン）

2014年
- 魔法科高校の劣等生 追憶編（-2015年、キャラクターデザイン）

2014年-
- 魔法科高校の劣等生 よんこま編（キャラクターデザイン）

2015年
- 魔法科高校の劣等生 来訪者編（-2019年、キャラクターデザイン）

2016年
- 魔法科高校の劣等生 ダブルセブン編（-2019年、キャラクターデザイン）
- 魔法科高校の劣等生 夏休み編（-2017年、キャラクターデザイン）

2017年
- 劇場版 魔法科高校の劣等生 星を呼ぶ少女（-2018年、キャラクターデザイン）

2018年
- 魔法科高校の劣等生 会長選挙編（キャラクターデザイン）

2019年
- 魔法科高校の劣等生 スティープルチェース編（-2020年、キャラクターデザイン）
- 魔法科高校の劣等生 古都内乱編（-2022年、キャラクターデザイン）

2019年-
- 魔法科高校の劣等生 司波達也暗殺計画（キャラクターデザイン）
- 魔法科高校の劣等生 四葉継承編（キャラクターデザイン）

2020年-
- 魔法科高校の劣等生 師族会議編（キャラクターデザイン）

2021年-
- 魔法科高校の劣等生 南海騒擾編（キャラクターデザイン）
- 魔法科高校の優等生 2nd Season（キャラクターデザイン）
- 新・魔法科高校の劣等生 キグナスの乙女たち（キャラクターデザイン）

### その他
- カーニバル・ファンタズム（2011年）スペシャルイラスト　Special Season
- ソードアート・オンライン（2012年）提供バックイラスト（第9話）